# A Dama do Estácio
A Dama do Estácio é um média-metragem de 2012, dirigido por Eduardo Ades e estrelado por Fernanda Montenegro.

## Produção
Novato e sem recursos, Eduardo Ades não só fez seu primeiro filme como conseguiu importantes nomes para atuarem nele: os experientes Fernanda Montenegro, Nelson Xavier e Joel Barcellos. A inspiração para o trabalho veio da música "O X do Problema", de Noel Rosa:
Ao ouvir a gravação de Aracy de Almeida me veio a imagem da Falecida [filme de 1965 de Leon Hirszman baseado em peça de Nelson Rodrigues]. Queria uma história que juntasse as duas coisas, e a gente acabou criando uma continuação de A Falecida, explica o diretor.
Por se tratar de uma espécie de continuação da história contada por Hirszman, Ades quis convidar Fernanda Montenegro para o papel. Ele conta que tentou contatá-la sem obter sucesso, até que a encontrou por acaso numa mostra de cinema no Instituto Moreira Salles, onde trabalhava na época. Fernanda leu o roteiro do jovem diretor e aceitou participar do filme mas, por causa de compromissos profissionais, só poderia filmar cerca de um ano e meio depois. Esse foi o tempo exato para Eduardo levantar a verba para o curta. R$ 80 mil necessários à filmagem.

## Sinopse
Zulmira é uma velha prostituta. Um dia ela acorda obcecada com a ideia de que vai morrer. Ela precisa de um caixão.

## Elenco
- Fernanda Montenegro ... Zulmira
- Nelson Xavier ... Timbira
- Joel Barcellos ... Joel
- Rafael Souza-Ribeiro ... Suely

## Lançamento
O filme teve sua estreia no Festival Internacional de Cine de Huesca (Espanha), no dia 13 de junho de 2012. No Brasil, a primeira exibição foi na primeira noite do Festival Internacional de Curtas-Metragens de São Paulo em 27 de agosto de 2012.

## Prêmios
| Ano  | Festival                                                            | Categoria                                               | Resultado |
| ---- | ------------------------------------------------------------------- | ------------------------------------------------------- | --------- |
| 2012 | Festival de Cinema Brasileiro em Toronto                            | Melhor direção em curta-metragem para Eduardo Ades      | Venceu    |
| 2012 | Festival de Cinema Brasileiro em Toronto                            | Melhor atriz em curta-metragem para Fernanda Montenegro | Venceu    |
| 2012 | Amazonas Film Festival                                              | Melhor ator em curta-metragem para Rafael Souza-Ribeiro | Venceu    |
| 2012 | Primeiro Plano – Festival de Cinema de Juiz de Fora                 | Melhor filme                                            | Venceu    |
| 2012 | Cine MuBE – Vitrine Independente                                    | Melhor direção para Eduardo Ades                        | Venceu    |
| 2013 | FESTin Festival                                                     | Melhor atriz em curta-metragem para Fernanda Montenegro | Venceu    |
| 2013 | Cinesul - Festival Ibero-Americano de Cinema e Vídeo                | Melhor filme pelo júri popular                          | Venceu    |
| 2013 | Festival Kinoarte de Cinema Londrina                                | Melhor filme pelo júri popular                          | Venceu    |
| 2013 | Brazilian Film Festival of London                                   | Melhor filme pelo júri popular                          | Venceu    |
| 2013 | FestCine Amazônia                                                   | Melhor direção para Eduardo Ades                        | Venceu    |
| 2013 | Curta Canoa – Festival Latino-Americano de Cinema de Canoa Quebrada | Melhor filme                                            | Venceu    |
| 2013 | Curta Canoa – Festival Latino-Americano de Cinema de Canoa Quebrada | Melhor roteiro para Eduardo Ades                        | Venceu    |
| 2013 | Curta Canoa – Festival Latino-Americano de Cinema de Canoa Quebrada | Melhor atriz para Fernanda Montenegro                   | Venceu    |
| 2013 | Curta Canoa – Festival Latino-Americano de Cinema de Canoa Quebrada | Melhor direção de arte para Dina Salem Levy             | Venceu    |
| 2013 | CurtaCarajás - Festival de Cinema de Parauapebas                    | Melhor filme de curta-metragem                          | Venceu    |
| 2013 | Festival Aruanda do Audiovisual Brasileiro                          | Melhor filme pelo júri popular                          | Venceu    |
| 2013 | Festival Aruanda do Audiovisual Brasileiro                          | Melhor direção para Eduardo Ades                        | Venceu    |
| 2013 | Festcine São Gonçalo (Ceará)                                        | Melhor roteiro para Eduardo Ades                        | Venceu    |
| 2013 | Festcine São Gonçalo (Ceará)                                        | Melhor atriz para Fernanda Montenegro                   | Venceu    |
| 2014 | Festival de Cinema Curta Amazônia                                   | Melhor atriz para Fernanda Montenegro                   | Venceu    |
| 2014 | Prêmio CinEuphoria                                                  | Melhor curta-metragem do ano                            | Venceu    |
| 2014 | Prêmio CinEuphoria                                                  | Melhor atriz em curta-metragem para Fernanda Montenegro | Venceu    |
| 2014 | Prêmio CinEuphoria                                                  | Melhor diretor de curta-metragem para Eduardo Ades      | Indicado  |
| 2014 | Prêmio CinEuphoria                                                  | Melhor produção de curta-metragem                       | Indicado  |